# Гилмор, Лоуэлл
Лоуэлл Гилмор (англ. Lowell Gilmore; 20 декабря 1906 года — 31 января 1960 года) — американский актёр театра, кино и телевидения, более всего известный работами на Бродвее в 1930-е годы, в Голливуде — в 1940-е годы и на телевидении — в 1950-е годы.
Свои лучшие роли Гилмор сыграл в фильмах «Дни славы» (1944), «Портрет Дориана Грея» (1945), «Джонни Эйнджел» (1945), «Чёрная стрела» (1948), «Копи царя Соломона» (1950), «Препятствие» (1951) и «Плимутское приключение» (1952).

## Ранние годы и театральная карьера
Лоуэлл Гилмор родился 20 декабря 1906 года в Сент-Поле, Миннесота. Первоначально он хотел стать ландшафтным художником, но затем обратился к коммерческому искусству. Гилмор пришёл в театр как декоратор, а в 1929 году стал помощником режиссёра бродвейской постановки «Первая миссис Фрейзер», в которой позднее сменил Эрика Элиота в качестве актёра. С 1932 по 1936 год Лоуэлл сыграл на Бродвее в шести спектаклях, среди которых детектив «Роковое алиби» (1932), мелодрама «Осенний шафран» (1932-33, 210 представлений), драма «Ветер и дождь» (1934), комедия «Леди Джейн» (1934) и драма «Военнопленные» (1935). В 1935-36 годах он играл роль Лорда в успешной постановке шекспировской комедии «Укрощение строптивой» в театре Guild, которая выдержала 129 представлений. Наиболее успешными среди этих постановок, по мнению Ханса Воллстейна, стали «Осенний шафран» и «Укрощение строптивой». В 1940 году после четырёхлетнего перерыва Гилмор вернулся на Бродвей, где сыграл в нескольких недолговечных пьесах, среди них «Бог ей судья» (1940), «Золотые крылья» (1941) и «Семья» (1943).

## Карьера в кино
В 1944 году Лоуэлл дебютировал в кино в военной драме Жака Турнера «Дни славы» (1944), где исполнил роль адъютанта командира советского партизанского отряда (роль командира сыграл Грегори Пек). По мнению критиков, второй фильм Лоуэлла, вероятно, стал самым значимым в его кинокарьере. В 1945 году он сыграл художника Бэзила Холлворда в картине «Портрет Дориана Грэя» (1945) по классической книге Оскара Уайлда. Его герой сначала пишет портрет Грэя, а годы спустя, увидев моральное уродство Грея, призывает его измениться, в результате чего Грэй в панике убивает его. По словам историка кино Джеффа Стаффорда, фильм «стал крупным художественным успехом», за что был удостоен трёх номинаций на Оскар — за лучшую художественную постановку, лучшую операторскую работу и лучшую женскую роль второго плана (Анджела Лэнсбери).
Начиная со своего следующего фильма «Джонни Эйнджел» (1945), Лоуэлл сыграл несколько заметных характерных ролей в фильмах нуар. Картину «Джонни Эйнджел» (1945) современный историк кино Спенсер Селби охарактеризовал как «стильный фильм, который силён своим настроением и своей атмосферой», а Дэвид Хоган описал его как «небольшой, но небезынтересный нуаровый детектив, в котором морской капитан (Джордж Рафт) расследует смерть своего отца, сталкиваясь со своей былой возлюбленной (Клер Тревор), которая хочет обмануть своего мужа». Лоуэлл сыграл в этой картине роль учтивого, но опасного и коварного владельца ночного клуба, который пытается добраться до похищенного его братом золота. Два года спустя последовал нуаровый триллер «Калькутта» (1947) с Аланом Лэддом в главной роли, где Лоуэлл вновь предал в образе любезного владельца ночного клуба, на этот раз занимающегося нелегальной контрабандой драгоценностей. Как отметил историк кино Крейг Батлер, «фильм смотрится интереснее, чем он есть на самом деле, благодаря свойственной Лэдду холодной игре при достаточно хорошей поддержке со стороны нескольких других актёров второго плана». В шпионском нуаре «Идти преступным путём» (1948) Гилмор сыграл небольшую роль работающего в США британского учёного-ядерщика, на которого в какой-то момент падает подозрение в том, что он передаёт ядерные секреты вражеской державе. Наконец, в фильме «Препятствие» (1951) Гилмор в очередной раз создал образ учтивого гангстера, который осуществляет ограбление почтового поезда. Стаффорд особенно отметил игру «Гилмора, который испускает змеиные чары в роли элегантного, но хитрого Кендалла Уэбба, имеющего много общего с персонажем Джорджа Макреди из „Гильды“ (1946)».
По мнению некоторых критиков, одной из лучших киноработ Гилмора была, вероятно, роль Герцога Глостера (будущего Ричарда III) в приключенческом экшне «Чёрная стрела» (1948), где ему удалось создать образ «наполовину симпатичного и очаровательного полузлодея». Однако самому фильму, по мнению критика Энди Уебба, «несмотря на привлекательную картинку и интересную идею, не хватает напряжённости и возбуждения, а также актёрской харизмы». Два года спустя Гилмор сыграл окружного комиссара в приключенческом фильме «Копи царя Соломона» (1950) со Стюартом Грейнджером и Деборой Керр, значительная часть съёмок которого происходила в Африке. Фильм принёс значительную прибыль и был номинирован на Оскар как лучший фильм, а также получил Оскар за лучшую операторскую работу. Одной из последних заметных киноработ Гилмора стала историческая приключенческая мелодрама «Плимутское приключение» (1952) со Спенсером Трейси и Джин Тирни в главных ролях.

## Карьера на телевидении
Начиная с 1950 года, Гилмор стал регулярно появляться на телевидении, сыграв в течение десятилетия в 30 сериалах, среди них «Мистер и миссис Норт» (1952), «Топпер» (1954), «Кульминация» (1955), «Альфред Хичкок представляет» (1956), «Перекрёстки» (1956), «Программа Джека Бенни» (1956) и многие другие.
В 1951 году Гилмор сыграл Понтия Пилата в пяти эпизодах библейского телесериала «Живой Христос» (1951). Три года спустя он повторил роль Пилата на большом экране в исторической драме «День триумфа» (1954).

## Актёрское амплуа
Ханс Воллстейн охарактеризовал Гилмора как «учтивого на вид, с вьющимися волосами, актёра второго плана, который всегда был больше похож на британца, чем на американца, несмотря на то, что родился на Среднем Западе». По словам Эверетта Аакера, «он часто играл изящно одетых щёголей, но порой также грубиянов и злодеев… Актёр нашёл свою нишу, играя учтивых злодеев в кино и на телевидении».

## Смерть
Сыграв свою последнюю роль в 1957 году, Гилмор ушёл из профессии. Он умер в Лос-Анджелесе 31 января 1960 года в возрасте 54 лет.

## Фильмография
| Год       |   | Русское название                         | Оригинальное название              | Роль                                                          |
| --------- | - | ---------------------------------------- | ---------------------------------- | ------------------------------------------------------------- |
| 1944      | ф | Дни славы                                | Days of Glory                      | Семён                                                         |
| 1945      | ф | Портрет Дориана Грея                     | The Picture of Dorian Gray         | Бэзил Хэллуорд                                                |
| 1945      | ф | Джонни Эйнджел                           | Johnny Angel                       | Сэм Джуэлл                                                    |
| 1946      | ф | Шаг за шагом                             | Step by Step                       | Вон Дорн                                                      |
| 1946      | ф | Странное завоевание                      | Strange Conquest                   | доктор Пол Харрис                                             |
| 1946      | ф | Дело Арнело                              | The Arnelo Affair                  | доктор Эйвери Бордер                                          |
| 1947      | ф | Калькутта                                | Calcutta                           | Эрик Лассер                                                   |
| 1948      | ф | Принц воров                              | The Prince of Thieves              | Сэр Филлип                                                    |
| 1948      | ф | Черная стрела                            | The Black Arrow                    | Герцог Глостер                                                |
| 1948      | ф | Мечтательница                            | Dream Girl                         | Джордж Хэнд                                                   |
| 1948      | ф | Идти преступным путём                    | Walk a Crooked Mile                | Уильям Форрест                                                |
| 1949      | ф | Тайный сад                               | The Secret Garden                  | британский офицер                                             |
| 1949      | ф | Меч в пустыне                            | Sword in the Desert                | майор Стивенс                                                 |
| 1950      | ф | Капитан Блад                             | Fortunes of Captain Blood          | Джордж Фейрфакс                                               |
| 1950      | ф | Месть Робин Гуда                         | Rogues of Sherwood Forest          | Граф Фландерс                                                 |
| 1950      | ф | Копи царя Соломона                       | King Solomon's Mines               | Эрик Мастер                                                   |
| 1950      | ф | Триполи                                  | Tripoli                            | лейтенант Трипп                                               |
| 1951      | ф | Дорогая, как ты могла!                   | Darling, How Could You!            | Обри Куэйн                                                    |
| 1951      | ф | Человек на шоссе                         | The Highwayman                     | Оглеторп                                                      |
| 1951      | ф | Препятствие                              | Roadblock                          | Кендалл Уэбб                                                  |
| 1951      | с | Живой Христос (5 эпизодов)               | The Living Christ Series           | Понтий Пилат                                                  |
| 1952      | ф | Гонконг                                  | Hong Kong                          | Дэнтон                                                        |
| 1952      | ф | Одинокая звезда                          | Lone Star                          | капитан Эллиотт                                               |
| 1952      | ф | Плимутское приключение                   | Plymouth Adventure                 | Эдвард Уинслоу                                                |
| 1952      | ф | Андрокл и лев                            | Androcles and the Lion             | Метеллус                                                      |
| 1952      | с | Большой город                            | Big Town                           |                                                               |
| 1952      | с | Неожиданное                              | The Unexpected                     | мистер Гренвилл                                               |
| 1952—1954 | с | Мистер и миссис Норт (4 эпизода)         | Mr. & Mrs. North                   | разные роли                                                   |
| 1953      | ф | Френсис в большом городе                 | Francis Covers the Big Town        | Джефферсон Гарнет                                             |
| 1953      | с | Театр Четырёх звёзд (2 эпизода)          | The Four Star Playhouse            | Чарльз Сент Джон / Джефф Пендер                               |
| 1953      | с | Театр от «Шеврон»                        | Chevron Theatre                    |                                                               |
| 1953      | с | Семейный театр                           | Family Theatre                     | Понтий Пилат                                                  |
| 1953      | с | Телевизионный театр от «Форд»            | The Ford Television Theatre        | Роджер Вестон                                                 |
| 1953      | с | Кавалькада Америки (2 эпизода)           | Cavalcade of America               | Чарльз Уилсон Пил                                             |
| 1954      | ф | Саскачеван                               | Saskatchewan                       | Бэнкс                                                         |
| 1954      | ф | День триумфа                             | Day of Triumph                     | Понтий Пилат                                                  |
| 1954      | с | Театр звезд от «Шлиц»                    | Schlitz Playhouse of Stars         |                                                               |
| 1954      | с | Приключения Сокола                       | Adventures of the Falcon           | Джордж Мадд                                                   |
| 1954      | с | Твоя любимая история                     | Your Favorite Story                |                                                               |
| 1954      | с | Мэр города                               | Mayor of the Town                  | Дрейпер                                                       |
| 1954      | с | Одинокий волк (2 эпизода)                | The Lone Wolf                      | Пол Жиро / Эл Редман                                          |
| 1954—1955 | с | Топпер (2 эпизода)                       | Topper                             | Фрэмптон / Герберт Фалсом                                     |
| 1955      | ф | Морская погоня                           | The Sea Chase                      | капитан Эванс                                                 |
| 1955      | ф | Кровавая аллея                           | Blood Alley                        | британский офицер (в титрах не указан)                        |
| 1955      | ф | Ма и Па Кеттл в Вайкики                  | Ma and Pa Kettle at Waikiki        | Роберт Коутс                                                  |
| 1955      | ф | Команчи                                  | Comanche                           | комиссар Уорд                                                 |
| 1955      | с | Кульминация                              | Climax!                            | доктор Лэнион                                                 |
| 1955      | с | Мой друг Флика                           | My Friend Flicka                   | Джим Уильямс                                                  |
| 1955      | с | Вы там (3 эпизода)                       | You Are There                      | адмирал лорд Ричард Хоу / полковник Нил Кэмпбелл / лорд Исмей |
| 1955      | с | Граница                                  | Frontier                           |                                                               |
| 1955—1956 | с | Театр научной фантастики (2 эпизода)     | Science Fiction Theatre            | доктор Август Викофф / Баллард                                |
| 1956      | с | Утренний театр (3 эпизода)               | Matinee Theatre                    | Роберт / Билл Блейк                                           |
| 1956      | с | Час от «Кайзер алюминиум»                | The Kaiser Aluminum Hour           |                                                               |
| 1956      | с | Альфред Хичкок представляет              | Alfred Hitchcock Presents          | Мел Дуглас                                                    |
| 1956      | с | Час «Двадцатого века-Фокс»               | The 20th Century-Fox Hour          | Джордж                                                        |
| 1956      | с | Шоу Гейл Сторм                           | The Gale Storm Show: Oh! Susanna   | Хиггинс                                                       |
| 1956      | с | Человек по имени Х                       | The Man Called X                   |                                                               |
| 1956      | с | Программа Джека Бенни                    | The Jack Benny Program             | ведущий концерта                                              |
| 1956—1957 | с | Перекрёстки (2 эпизода)                  | Crossroads                         | окружной прокурор / майор Хэлли                               |
| 1956—1957 | с | Телефонное время (3 эпизода)             | Telephone Time                     | генерал Джордж Вашингтон                                      |
| 1956—1957 | с | Театр от «Дженерал Электрик» (2 эпизода) | General Electric Theater           | корабельный врач                                              |
| 1957      | ф | Джин Иглс                                | Jeanne Eagles                      | священник Дэвидсон (в титрах не указан)                       |
| 1957      | с | Студия 57                                | Studio 57                          |                                                               |
| 1957      | с | Новые приключения Чарли Чана             | The New Adventures of Charlie Chan | Крамер                                                        |
| 1957      | с | Калифорнийцы                             | The Californians                   | Уилкерсон                                                     |
| 1958      | с | Приключения Джима Боуи                   | The Adventures of Jim Bowie        | Джеффри Сент Джон                                             |